# Palazzo Reale (Belgrado)
Il Palazzo Reale (in serbo Краљевски двор?) forma, insieme al Palazzo Bianco (Бели двор) e ad altri annessi ed edifici minori, il Complesso Reale di Belgrado, ossia la dimora della famiglia regnante di Jugoslavia.
Costruito per volontà del re Alessandro I tra il 1924 e il 1929, divenne la sua residenza ufficiale e quella del figlio, il re Pietro II. Attualmente è abitata dal pretendente al trono di Serbia, il principe Aleksandar Karađorđević.

## Storia

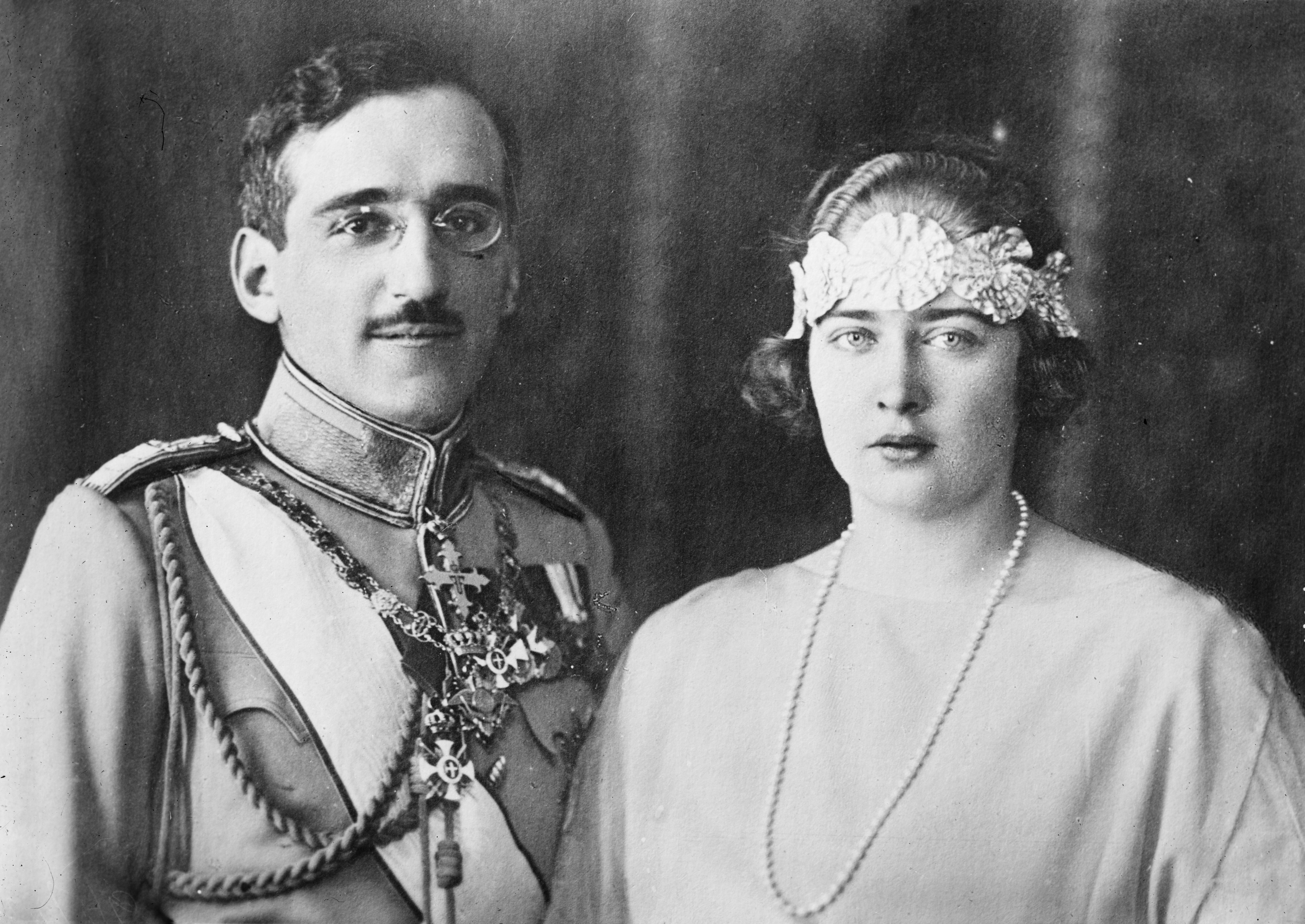
Re Alessandro I e sua moglie Maria.

I sovrani di Serbia appartenenti alla dinastia degli Obrenović avevano fatto costruire la reggia nel centro di Belgrado, il Palazzo Vecchio. Dopo la rivolta contro Alessandro I Obrenović in cui il sovrano fu ucciso, salì al trono Pietro I Karađorđević che scelse come propria dimora lo stesso edificio abitato dal predecessore e fece erigere accanto ad esso un nuovo palazzo per trasferirvi la corte.
Fu suo figlio, Alessandro I Karađorđević, divenuto monarca nel 1921 e che assunse il titolo di re di Jugoslavia nel 1929, che decise di costruire un complesso reale distante dal centro della città dove inserire un'altra residenza di corte che fosse distinta da quella voluta e usata dalla dinastia rivale. Scelse, quindi, la zona di Dedinje per creare la sua nuova reggia.
Il progetto principale ed il primo ad essere realizzato fu il palazzo reale. Il sovrano sovraintese personalmente alla sua costruzione, e, finché non fu completato, decise di risiedere in un piccolo edificio in stile rurale serbo, fatto costruire appositamente a poca distanza dal cantiere: la Slamnata kuća.

## Architettura

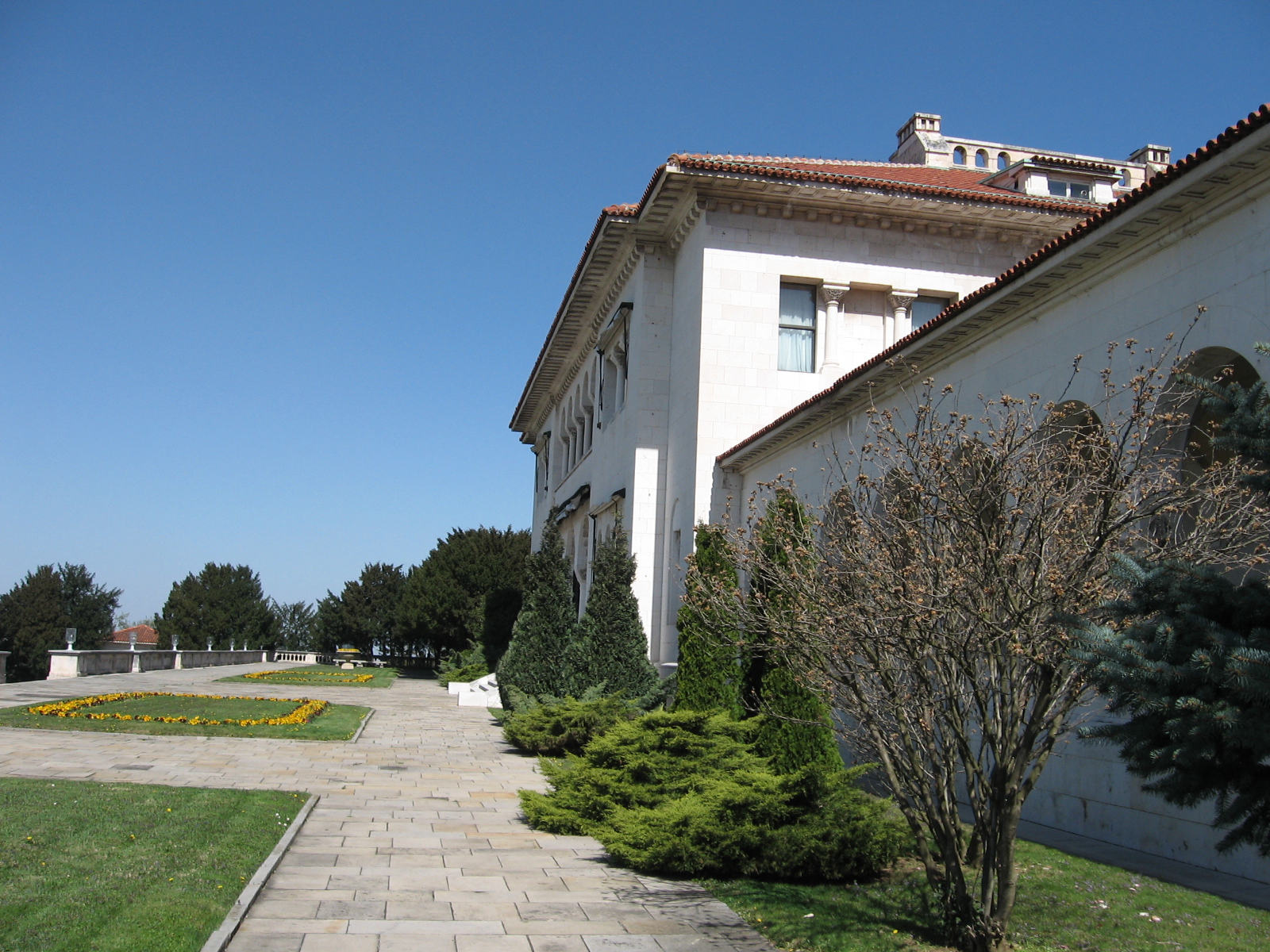
La facciata occidentale.

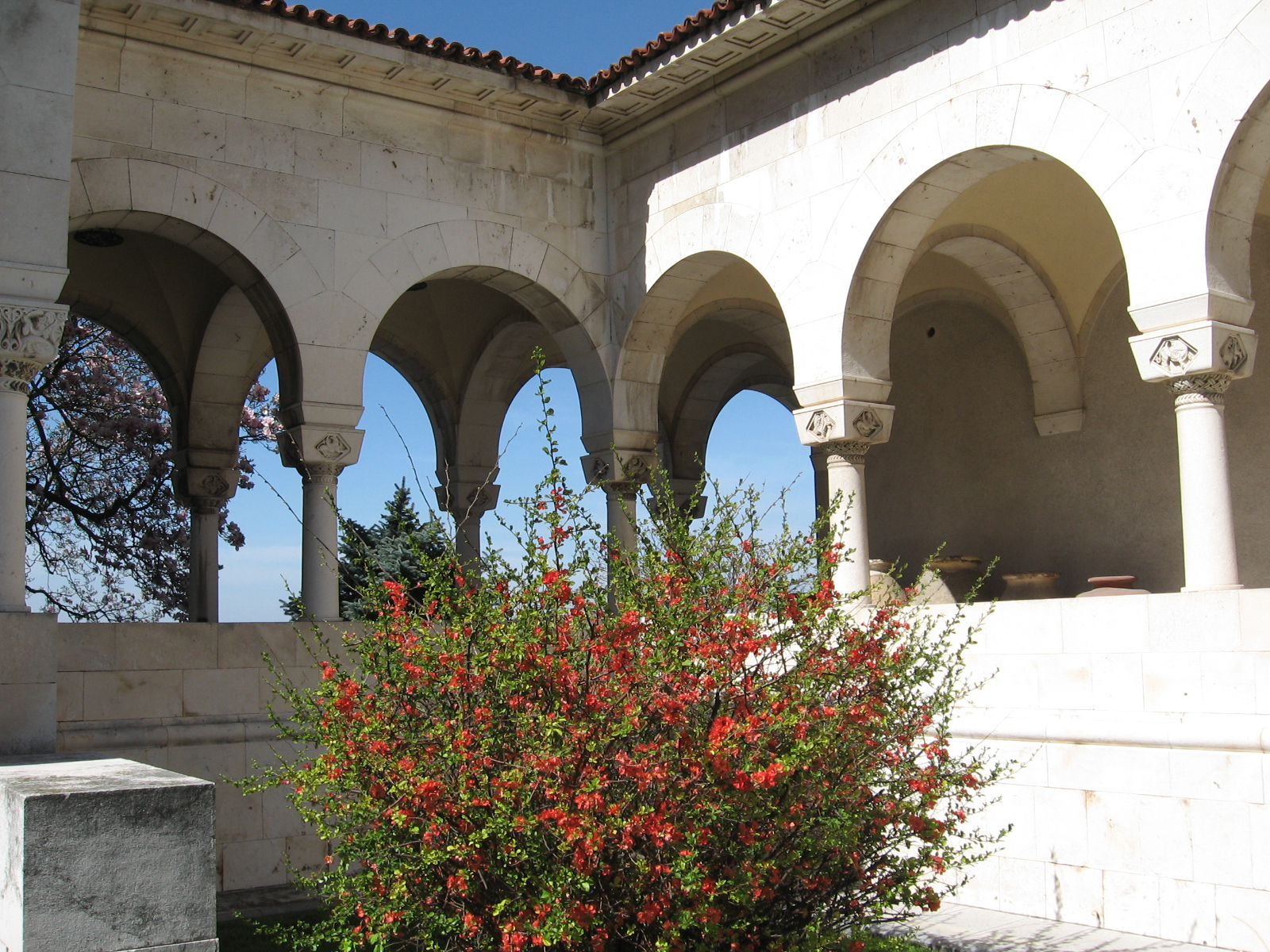
Il porticato sul lato sud.

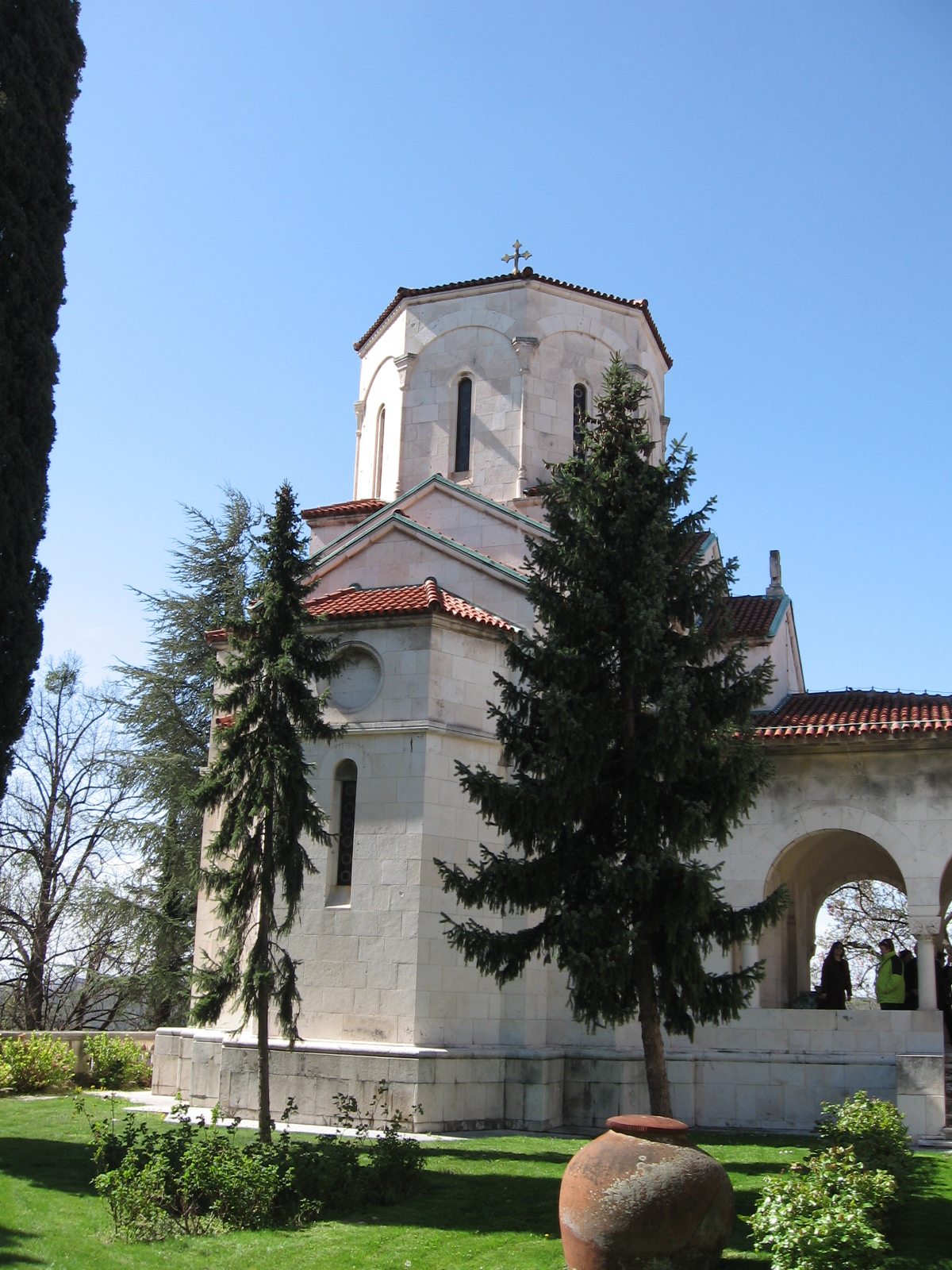
La cappella.

Re Alessandro scelse di costruire la sua reggia in uno stile che richiamasse quello tradizionale serbo, con particolare riferimento all'architettura religiosa e monasteriale. Il progetto e la realizzazione del palazzo furono affidati all'architetto Živojin Nikolić, accademico reale, coadiuvato dai colleghi russi Nikolaj Krasnov e Viktor Lukomskij.
Le pareti esterne sono rivestite di marmo bianco proveniente dall'isola dalmata di Brazza; dello stesso materiale sono le colonne dell'atrio. Esternamente, l'edificio si presenta molto lineare, il movimento è dato dalle numerose aperture finestrate impreziosite da colonnette istoriate e inserite in una struttura talvolta ad arcate, talvolta trabeata. I motivi decorativi dei capitelli sono floreali con inserti animali. La facciata principale è preceduta da un portico, aggettante rispetto al corpo dell'edificio, ad una sola campata i cui archi sono sorretti da colonne appaiate sormontate da un capitello unico finemente scolpito.
La parete occidentale è affiancata da una grande terrazza che si affaccia sulla vallata sottostante da cui si gode la vista dei quartieri meridionali di Belgrado, sul parco Topčider e sul monte Avala. Al centro della terrazza sono sistemate aiuole fiorite; una balaustra marmorea ne delimita il perimetro verso il pendio, e, al di sotto di essa, si aprono altri terrazzamenti in cui sono sistemati piscine e giardini all'italiana.

### La cappella
Sul lato meridionale del palazzo, è inserito un porticato formato dal prolungamento delle pareti orientale ed occidentale, che unisce la reggia alla cappella di sant'Andrea apostolo, patrono della famiglia Karađorđević.
La cappella è stata disegnata con la volontà di richiamare le radici storiche della Serbia: il sovrano, infatti, ha voluto che si ispirasse alla piccola chiesa reale di Stefano Milutin nel monastero di Studenica e alla chiesa di Sant'Andrea lungo il fiume Treska in Macedonia. Anche gli interni della cappella sono un richiamo alle radici storiche: i pittori russi che vi lavorarono copiarono  i più importanti affreschi dei monasteri medievali serbi e li riprodussero lì.

## Arte

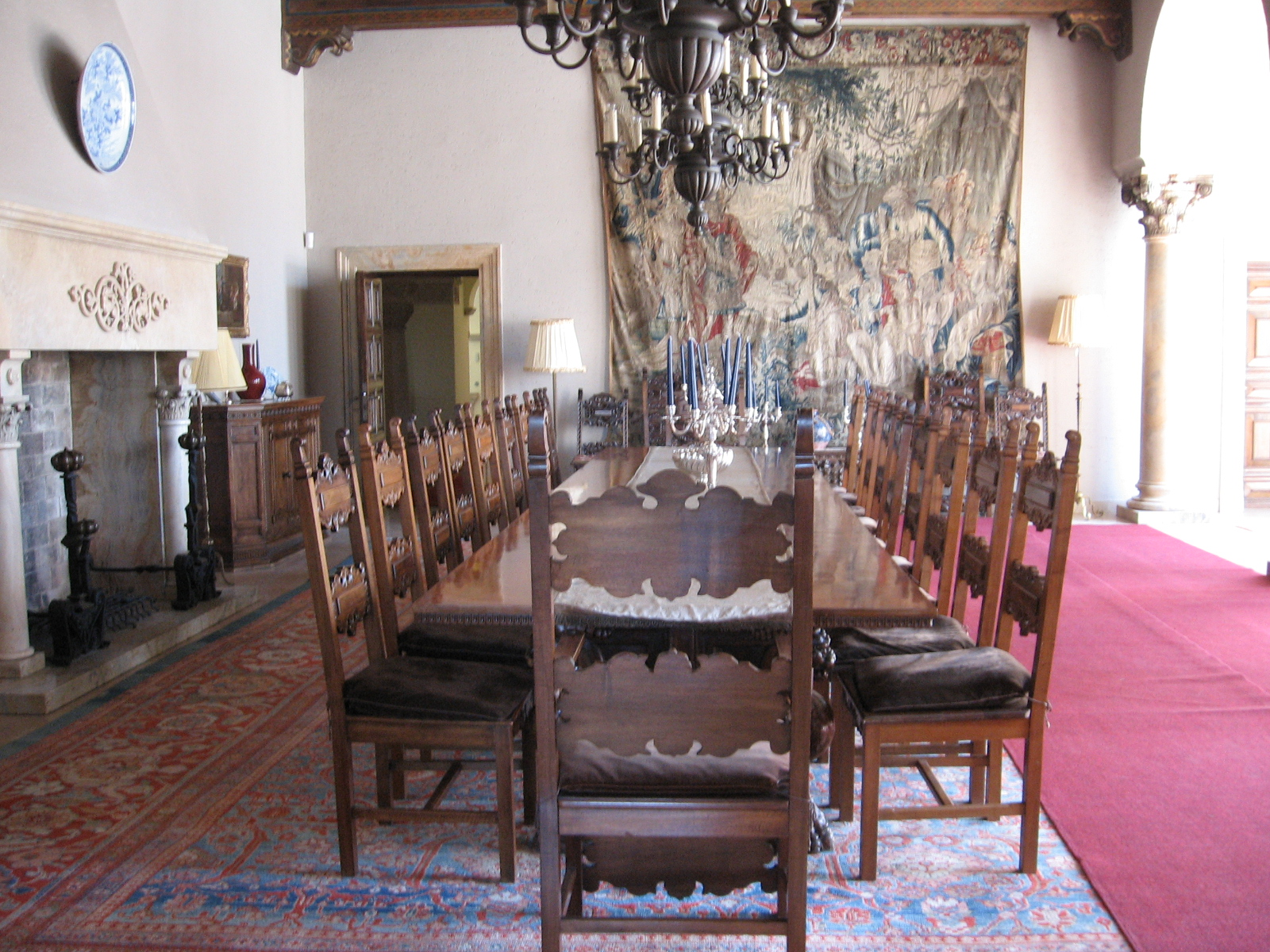
La sala da pranzo.

Il palazzo reale è strutturato su tre piani con mansarda. Al piano terreno è presente un grande atrio con soffitti a volta sorretti da colonne tozze, il pavimento in pietra, decorato con quadri raffiguranti alcuni affreschi dei monasteri di Dečani e Sopoćani. La sala dorata, in cui è esposta la "Sacra Famiglia" di Jacopo Palma il Vecchio, e sala da pranzo sono decorate in stile barocco ed hanno possenti soffitti lignei a cassettoni, la sala blu, è, invece, in stile rinascimentale; un'altra stanza importante è la biblioteca reale. 

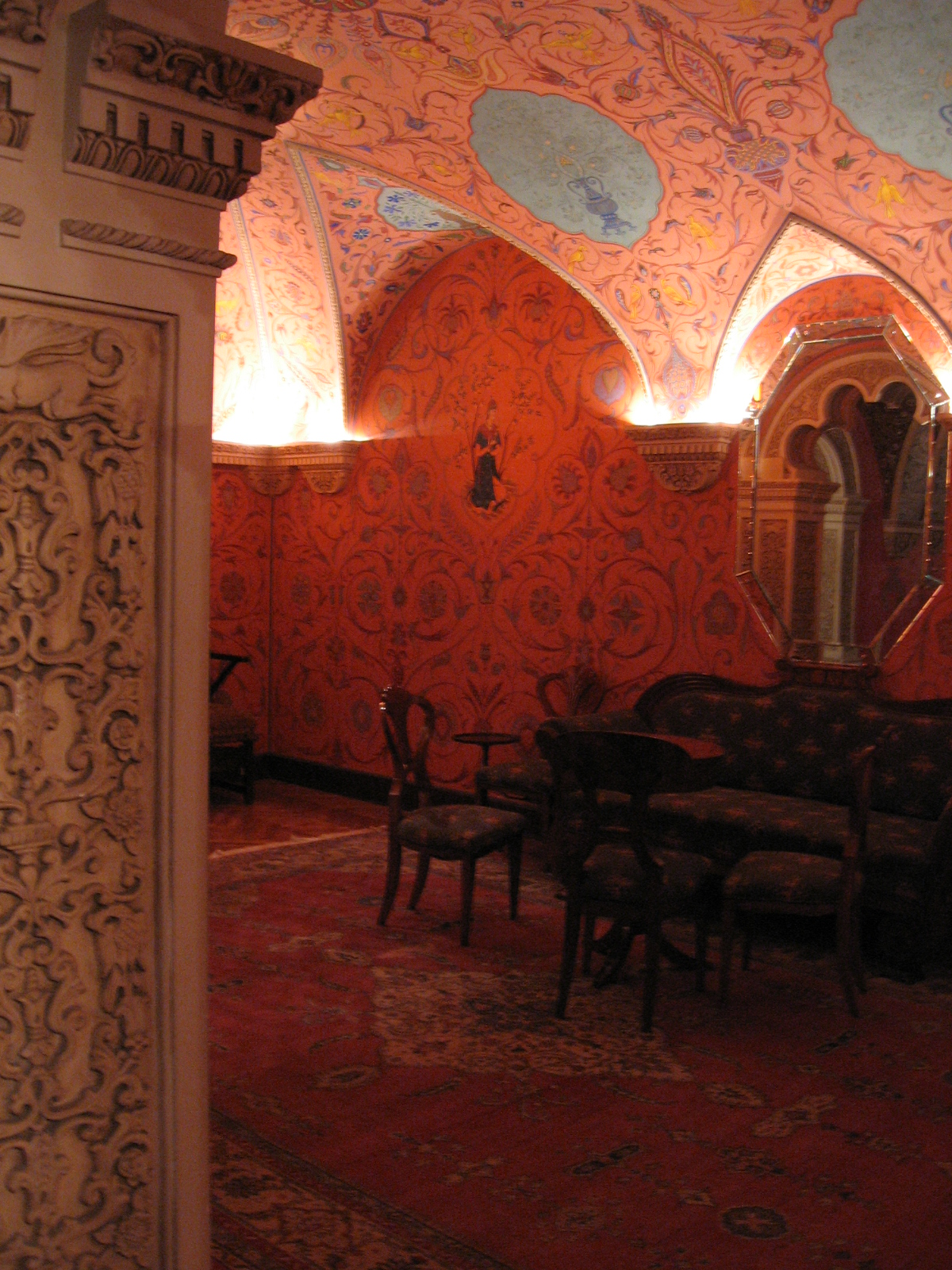
Decorazioni del seminterrato.

Nelle sale del piano terra sono esposti numerosi dipinti: oltre a diversi ritratti dei sovrani jugoslavi, ci sono opere di maestri sia locali che internazionali, tra cui la "Parabola del figliol prodigo" di Giuseppe Maria Crespi, "Venere e Adone" di Nicolas Poussin, ritratto giovanile della duchessa Marija Aleksandrovna di Franz Xaver Winterhalter, la "Schiava bianca" di Vlaho Bukovac e gli "Uccelli" di Melchior d'Hondecoeter.
Il primo piano è occupato dagli appartamenti privati della famiglia reale e presenta un arredamento eclettico con mobilio in stile Impero, Luigi XVI e Napoleone III.
Alessandro I fece inserire nel seminterrato del palazzo alcune stanze utilizzate dalla famiglia reale per il riposo e il divertimento, quali il teatro in cui fu installato il primo cinema privato della Jugoslavia, la sala del fumo che era l'unico locale dove l'etichetta consentiva di fumare, la sala del biliardo e quella della fontana. Tutti i locali presentano soffitti lignei e una decorazione che gli artisti russi che la eseguirono ripresero dal palazzo dei Terems del Cremlino di Mosca. I motivi ornamentali richiamano il tema mitologico dell'uccello homa, scene delle legende persiane e di Shahrazād, e dell'epica serba che canta le gesta di Stefano Dušan.